# Boeing 747SP
Boeing 747SP je varianta proudového dopravního letounu Boeing 747 navržená pro velmi dlouhé lety. Zkratka SP znamená Special Performance. Stroj byl variantou Boeingu 747-100, lišící se především zkráceným trupem a většími ocasními plochami. Díky ušetřené hmotnosti letoun unesl více paliva a byl i rychlejší. Letoun dosáhl i řady světových rekordů. Celkem bylo vyrobeno 45 kusů tohoto letounu Boeing 747SP.

## Historie

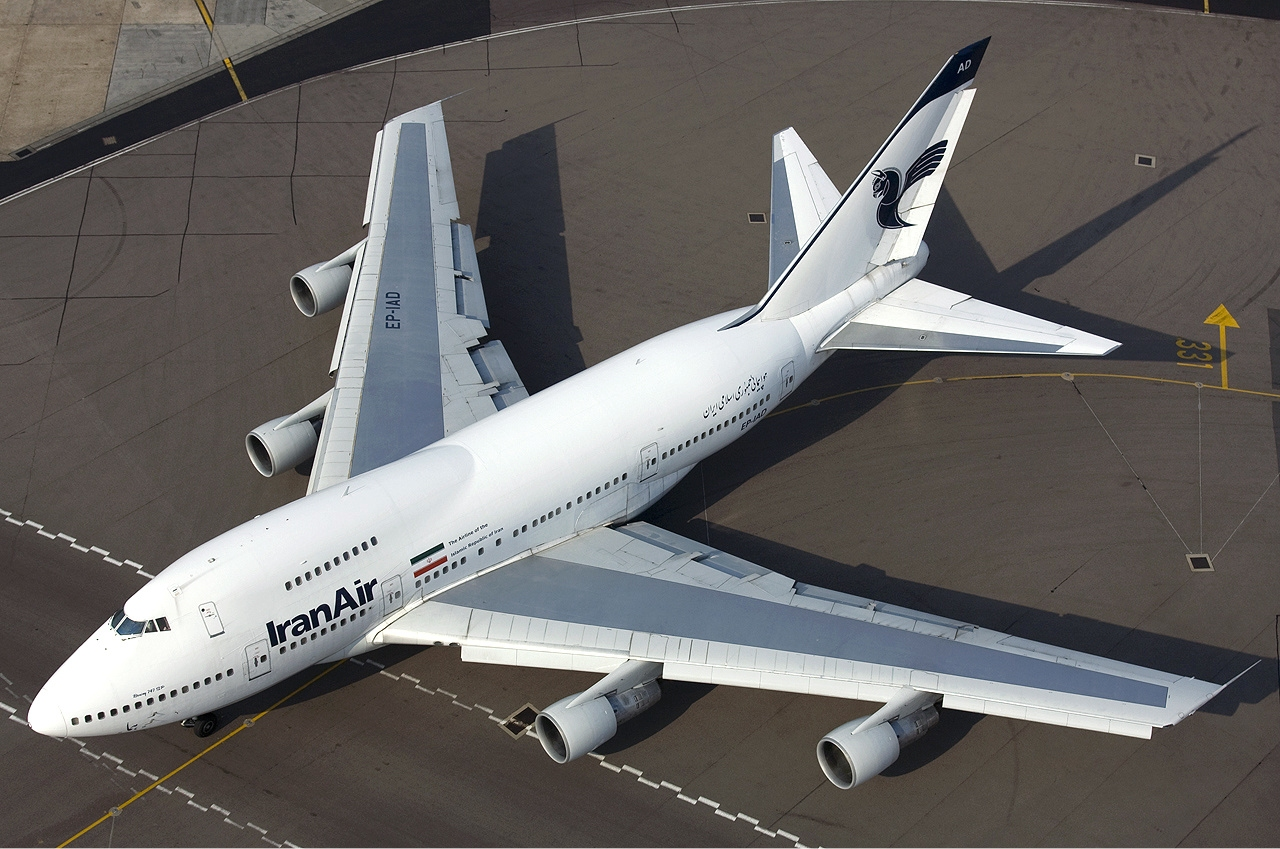
Boeing 747SP aerolinek Iran Air

Dopravní letoun Boeing 747SP byl během vývoje znám i jako Boeing 747SB (Short-Body). Navržen byl v reakci na požadavky společností Pan American World Airways a Iran Air z roku 1973 na velkokapacitní dopravní letoun s dostatečným doletem pro pokrytí trasy společnosti Pan Am z New Yorku na Blízký východ a plánovanou trať Iran Air z Teheránu do New York. Letadlo mělo také poskytnout Boeingu středně velký širokotrupý letoun, který by konkuroval třímotorovým letadlům McDonnell Douglas DC-10 a Lockheed L-1011 TriStar.
Boeing 747SP byl odvozen od Boeingu 747-100. Jeho trup byl zkrácen o 14,75 metru, svislá ocasní plocha byla o 1,5 metru vyšší a zvětšeno bylo i rozpětí vodorovné ocasní plochy. Díky ušetřené hmotnosti letoun mohl nést více paliva a letět výše a rychleji. Přepravovat mohl až 400 cestujících, z toho 45 na horní palubě.
V roce 1976 Boeing 747SP vstoupil do služby u společnosti Pan Am. Později jej získali VIP a vládní zákazníci. Vyrobeno bylo 45 exemplářů, což bylo daleko za očekávanými 200 objednávkami.

## Rekordy

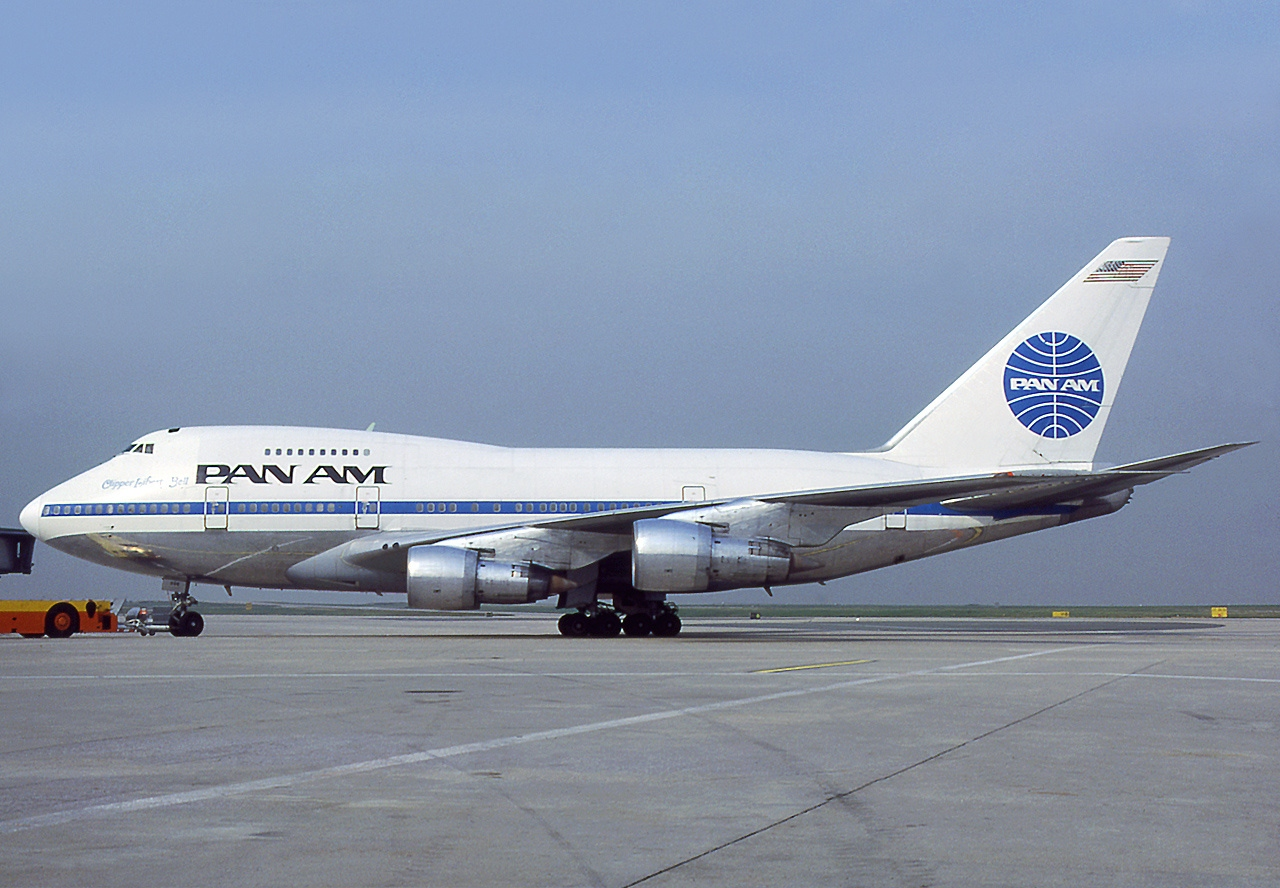
Boeing 747SP „Clipper Liberty Bell“ (N533PA) společnosti Pan am

Being 747SP ve službě stanovil několik leteckých rekordů. Ve dnech 1.–3. května 1976 Boeing 747SP „Clipper Liberty Bell“ (N533PA) společnosti Pan am uskutečnil rekordní let kolem světa, kterým stanovil nový rychlostní rekord pro let kolem světa směrem na východ a tři rychlostní rekordy pro komerční letecké linky. Posádku tvořili kapitán Walter H. Mullikan, šéfpilot letecké společnosti Pan am, kopiloti Albert A. Frink a Lyman G. Watt a letečtí inženýři Frank Cassaniti a Edwards Shields. Na palubě bylo 98 cestujících. „Clipper Liberty Bell“ odstartoval 1. května 1976 z Mezinárodního letiště Johna F. Kennedyho v New Yorku a s mezipřistáními na Mezinárodním letišti Indiry Gándhíové v Dillí a na letiště Haneda v Tokiu se 3. května 1976 vrátil do New Yorku. Celková doba letu byla 46 hodin a 1 sekunda, z toho strávil ve vzduchu 39 hodin, 25 minut a 53 sekund. Mírně jej zdržela stávka zaměstnanců společnosti Pan am v Tokiu. Celkovou vzdálenost 37 235,4 kilometru uletěl průměrnou rychlostí 809,24 kilometru v hodině.
Ve dnech 29.–31. října 1977 kapitán Walter H. Mullikan uskutečnil další oblet světa se stejným letounem Being 747SP (N533PA), přejmenovaným na „Clipper New Horizons“. Akce nesla označení Let Pan Am 50 (Pan Am Flight 50) a stroj letěl po zcela odlišné trase, vedoucí přes Severní a Jižní pól. Při letu s celkovou délkou 54 hodin, 7 minut a 12 sekund bylo stanoveno sedm světových rekordů.

## Incidenty

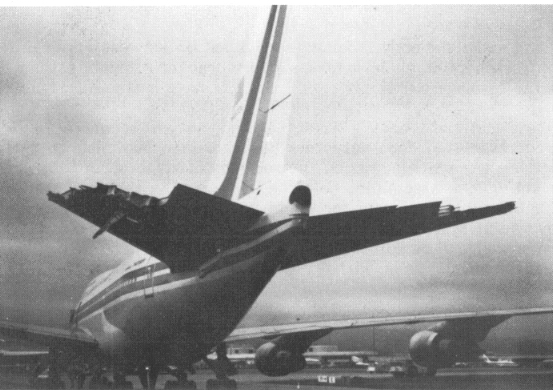
Poškozený Boeing 747SP-09 (registrace N4522V) letu China Airlines 006

Dne 19. února 1985 došlo k poruše čtvrtého motoru Pratt & Whitney JT9D-7A letounu Boeing 747SP-09 (registrace N4522V) letu China Airlines 006 (volací znak „Dynasty Six“), na trase z Mezinárodního letiště Tchaj-wan Tchao-jüan v Tchaj-peji do Los Angeles. Na palubě bylo 274 osob (23 členů posádky a 251 cestujících). Zatímco se posádka pokoušela obnovit výkon, letadlo začalo prudce klesat z cestovní výšky 41 000 stop (12 497 metrů). Kapitánovi se jej podařilo stabilizovat až o 9144 metrů níže, přičemž na něj působilo až 4,8–5,1 G. Následně nouzově přistál v San Francisku. Letoun utrpěl velké strukturální poškození, měl ohnutá křídla, poškozené levé křidélko, ztracené části výškovek a horizontálních stabilizátorů a poškozené dveře podvozku. Jeho oprava trvala dva roky. Při incidentu bylo 24 osob zraněno, z toho dvě vážně.

## Specifikace

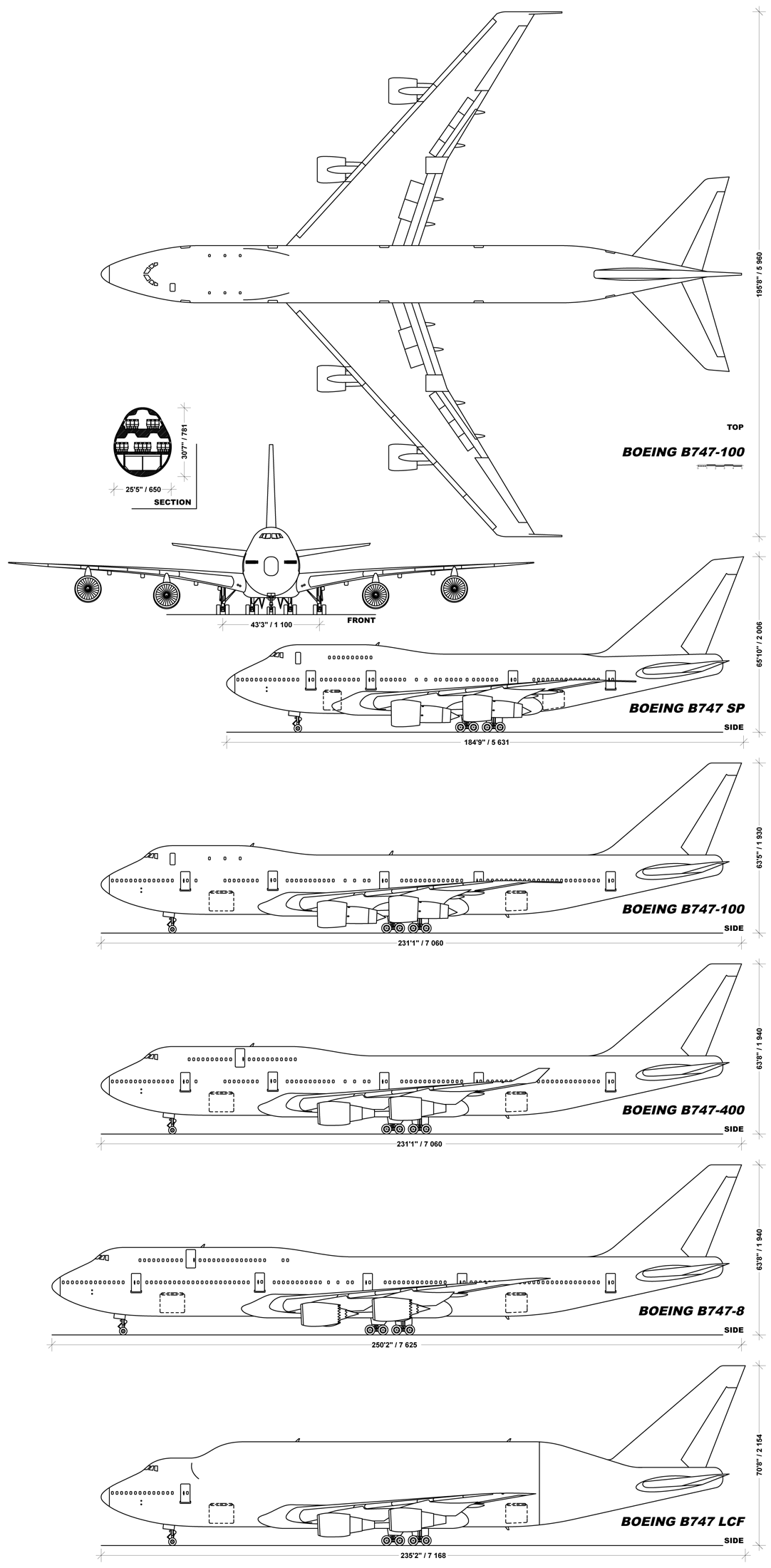
Varianty letounů Boeing 747

| Model                         | 747SP                                                                                     |
| ----------------------------- | ----------------------------------------------------------------------------------------- |
| Posádka kokpitu               | 3 (2 piloti, palubní inženýr)                                                             |
| Kapacita (2. třídy)           | 331 (28F + 303Y) nebo 343 (30F + 313Y)                                                    |
| Kapacita (3. třídy)           | 276 (25F + 57J + 194Y)                                                                    |
| exit limit                    | 400                                                                                       |
| Celková délka                 | 184 stop 9 inches (56,31 m)                                                               |
| Rozpětí                       | 195 stop 8 inches (59,64 m)                                                               |
| Nosná plocha                  | 5 500 square feet (511 m2)                                                                |
| Celková výška                 | 65 stop 10 inches (20,07 m)                                                               |
| Operační prázdná hmotnost     | 325 260–336 870 liber (147 540–152 800 kg)                                                |
| Maximální vzletová hmotnost   | 696 000 liber (317 tun)                                                                   |
| Maximální přistávací hmotnost | 450 000 liber (200 tun)                                                                   |
| Motory (x 4)                  | PW JT9D-7(A/AH/F/FW/J) RR RB211-524(B2/C2/D4)                                             |
| Tah (x 4)                     | PW 46 950–50 000 pounds-force (208,8–222,4 kN) RR 49 150–51 980 pounds-force (219–231 kN) |
| Maximální rychlost            | Mach 0,92 (609 kn; 1 127 km/h)                                                            |
| Cestovní rychlost             | Mach 0,86 (569 kn; 1 054 km/h)                                                            |
| Dostup                        | 45 100 stop (13 700 m)                                                                    |
| Maximální dolet               | 6 650 námořních mil (12 320 km) (JT9D, 233 cestujících)                                   |
| Max. kapacita paliva          | 50 360 US gallon (190 630 L)                                                              |